# NGC 5311
NGC 5311 é uma galáxia espiral (S0-a) localizada na direcção da constelação de Canes Venatici. Possui uma declinação de +39° 59' 11" e uma ascensão recta de 13 horas, 48 minutos e 55,8 segundos.
A galáxia NGC 5311 foi descoberta em 14 de Janeiro de 1788 por William Herschel.